# توقيت زولو
هو مقياس عالي الدقة للتوقيت الذري العالمي. يستخدم هذا التوقيت ثواني موحدة مُعرفة بواسطة معيار التوقيت الذري العالمي (ت ذ د - TAI) بالإضافة إلىثواني كبيسة يعلن عنها خلال فترات غير منتظمة لتعويض التباطؤ في سرعة دوران الأرض حول نفسها وتناقضات أخرى. تستخدم الثانية الكبيسة لتقريب التوقيت العالمي المنسق قدر الإمكان من التوقيت العالمي(UT ت ع[[[ويكيبيديا:بحاجة لمصدر|بحاجة لمصدر]]]) والذي يعتمد على الدوران غير المنتظم للأرض حول نفسها بدلا من استخدام الثانية الموحدة؛ يعرف هذا التوقيت أيضا بتوقيت زولو ويرمز له بـ (Z- ز[[[ويكيبيديا:بحاجة لمصدر|بحاجة لمصدر]]]).